# Schottendurchhaus

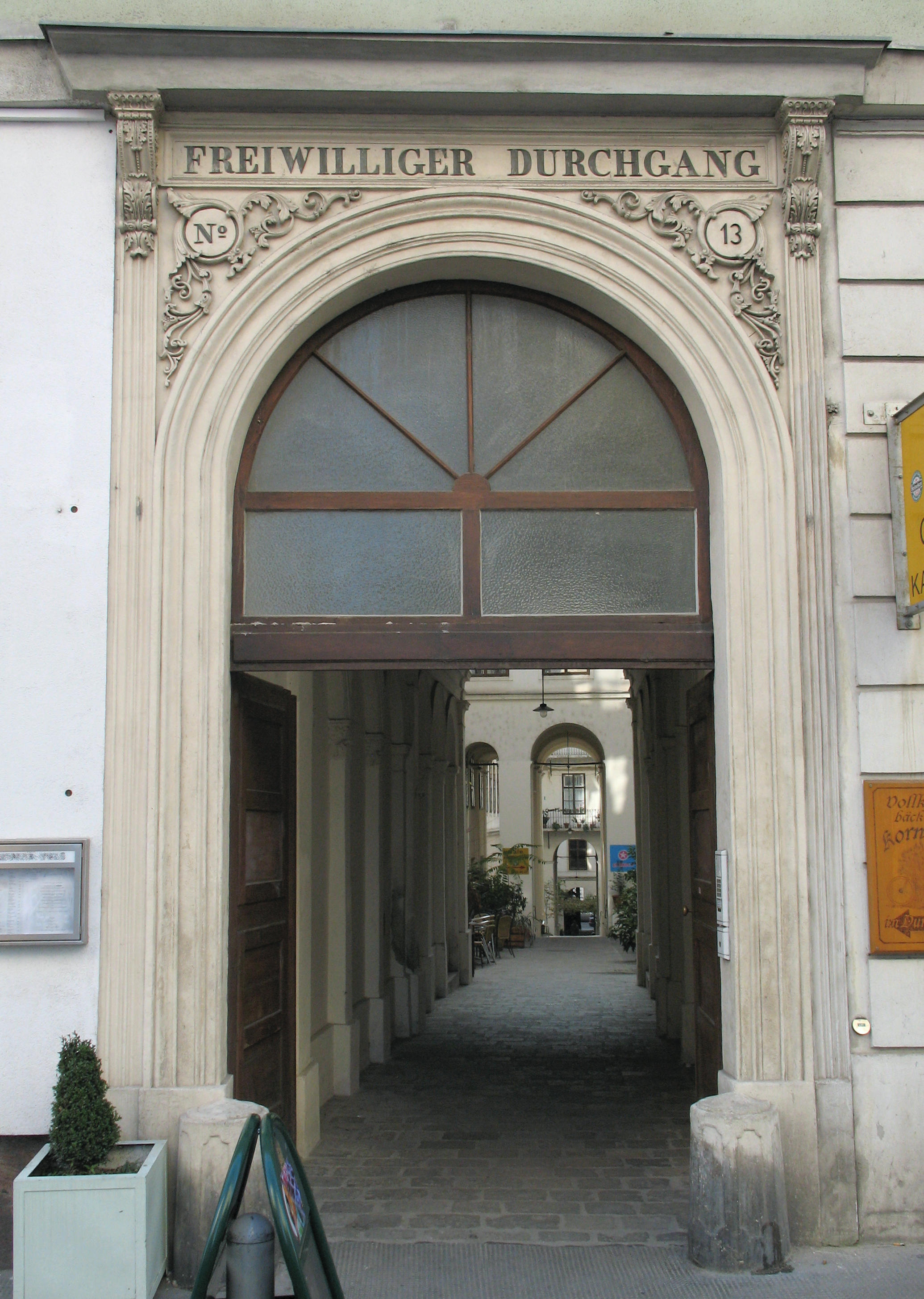
Freiwilliger Durchgang Lerchenfelder Str. 13

Das so genannte Schottendurchhaus ist ein Durchhaus zwischen den Adressen Neustiftgasse 16 und Lerchenfelder Straße 13 im 7. Wiener Gemeindebezirk Neubau.

## Geschichte
Das 1847/48 von August Engelbrecht errichtete Mietshaus ist ein dreiteiliges Durchhaus im spätklassizistischen („Biedermeier“) Stil und verbindet die Neustiftgasse mit der Lerchenfelder Straße. In der Mitte befand sich der damals noch unregulierte Ottakringerbach, es soll sich hier eine Wäscherstiege befunden haben. In der zweiten Hälfte des 19. Jahrhunderts stand das Haus im Besitz des Erzbistums Olmütz. In einem Teil des Hauses war vom Erzbistum eine von Ordensbrüdern geführte Herberge für Pilger eingerichtet. Von 1997 bis 2000 wurde das unter Denkmalschutz stehende Gebäude bestandskonform renoviert und anschließend parifiziert und die Einheiten einzeln abverkauft. Die Anlage verfügt über zehn Stiegen und beherbergt heute Galerien, Geschäfte, Restaurants, Büros, Apartments und Wohnungen.
In einer Nische zwischen dem neustiftgassenseitigen und dem mittleren Hof befindet sich eine barocke Statue des Heiligen Johannes Nepomuk, die nach einer Überschwemmung 1862 hier aufgestellt wurde.

## Anmerkung
1. ↑  Daraus ist das öfter anzutreffende Missverständnis entstanden, das Haus wäre insgesamt ein Kloster gewesen.